# Бенсон (Іллінойс)
Бенсон (англ. Benson) — селище (англ. village) в США, в окрузі Вудфорд штату Іллінойс. Населення — 412 особи (2020).

## Географія
Бенсон розташований за координатами 40°51′2″ пн. ш. 89°7′16″ зх. д. / 40.85056° пн. ш. 89.12111° зх. д. (40.850619, -89.121041).  За даними Бюро перепису населення США в 2010 році селище мало площу 0,43 км², уся площа — суходіл.

## Демографія
Згідно з переписом 2010 року, у селищі мешкали 423 особи в 173 домогосподарствах у складі 119 родин. Густота населення становила 974 особи/км².  Було 186 помешкань (428/км²).
Расовий склад населення:
| - 99,5 % — білих - 0,2 % — чорних або афроамериканців - 0,2 % — азіатів |

До двох чи більше рас належало 0,0 %. Частка іспаномовних становила 0,7 % від усіх жителів.
За віковим діапазоном населення розподілялося таким чином: 27,0 % — особи молодші 18 років, 55,0 % — особи у віці 18—64 років, 18,0 % — особи у віці 65 років та старші. Медіана віку мешканця становила 36,1 року. На 100 осіб жіночої статі у селищі припадало 89,7 чоловіків;  на 100 жінок у віці від 18 років та старших — 94,3 чоловіків також старших 18 років.
Середній дохід на одне домашнє господарство  становив 58 102 долари США (медіана — 46 806), а середній дохід на одну сім'ю — 71 179 доларів (медіана — 67 500). Медіана доходів становила 47 143 долари для чоловіків та 36 875 доларів для жінок. За межею бідності перебувало 9,4 % осіб, у тому числі 14,3 % дітей у віці до 18 років та 3,4 % осіб у віці 65 років та старших.
Цивільне працевлаштоване населення становило 220 осіб. Основні галузі зайнятості: виробництво — 20,9 %, освіта, охорона здоров'я та соціальна допомога — 15,0 %, науковці, спеціалісти, менеджери — 11,4 %, мистецтво, розваги та відпочинок — 10,0 %.